# Trigoniida
Trigoniida (ou Trigonioida) é uma ordem de moluscos bivalves de média dimensão de água salgada com ocorrência em todos os oceanos. Membros desta ordem ocorrem com frequência no registo fóssil, sendo conhecida a sua presença em depósitos datados desde o Devoniano ao  Holoceno.

## Descrição
A característica de diagnóstico para esta ordem é a presença de um tipo específico de dentição complexa da concha que ocorre apenas neste agrupamento. Nesta grupo a dentição da charneira (i.e. os dentes da charneira interior que permitem a articulação das duas valvas) é particularmente elaborada, especialmente na família Trigoniidae.

## Sistemática
Apesar de apenas a superfamília Trigoniidae ser considerada extante, o sistema de classificação mais recente (2010) do grupo Bivalvia incluiu as seguintes superfamílias e famílias na ordem Trigoniida (os taxa marcados com † são considerados extintos):
- Trigoniida (ou Trigonioida)
  - †Beichuanioidea Liu & Gu, 1988
    - †Beichuaniidae Liu & Gu, 1988

  - †Megatrigonioidea Van Hoepen, 1929
    - †Megatrigoniidae Van Hoepen, 1929
    - †Iotrigoniidae Savelive, 1958
    - †Rutitrigoniidae Van Hoepen, 1929

  - †Myophorelloidea Kobayashi, 1954
    - †Myophorellidae Kobayashi, 1954
    - †Buchotrigoniidae Leanza, 1993</small
    - †Laevitrigoniidae Savelive, 1958
    - †Vaugoniidae Kobayashi, 1954

  - Trigonioidea Lamarck, 1819
    - Trigoniidae Lamarck, 1819
    - †Eoschizodidae Newell & Boyd, 1975 (sin: Curtonotidae)
    - †Groeberellidae Pérez, Reyes, & Danborenea 1995
    - †Myophoriidae Bronn, 1849 (sin: Cytherodontidae, Costatoriidae, Gruenewaldiidae)
    - †Prosogyrotrigoniidae Kobayashi, 1954
    - †Scaphellinidae Newell & Ciriacks, 1962
    - †Schizodidae Newell & Boyd, 1975
    - †Sinodoridae Pojeta & Zhang, 1984